# برج ۴۹
برج ۴۹ یک آسمان‌خراش واقع در ایالت نیویورک، ایالات متحده آمریکا می‌باشد.

## نگارخانه

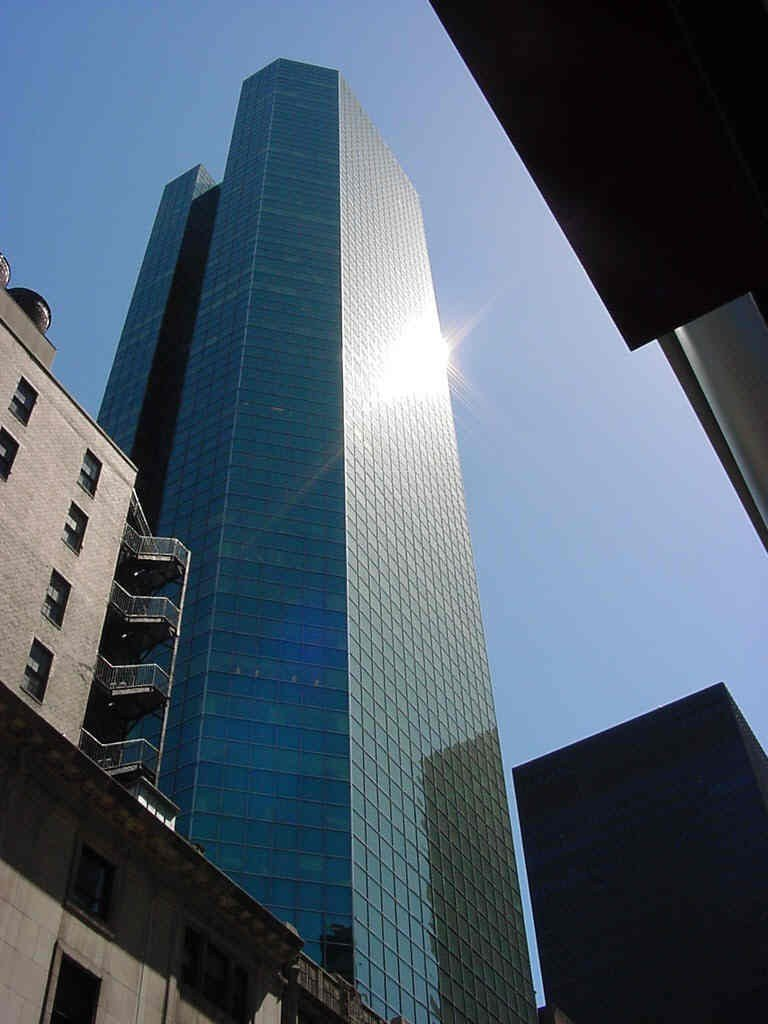
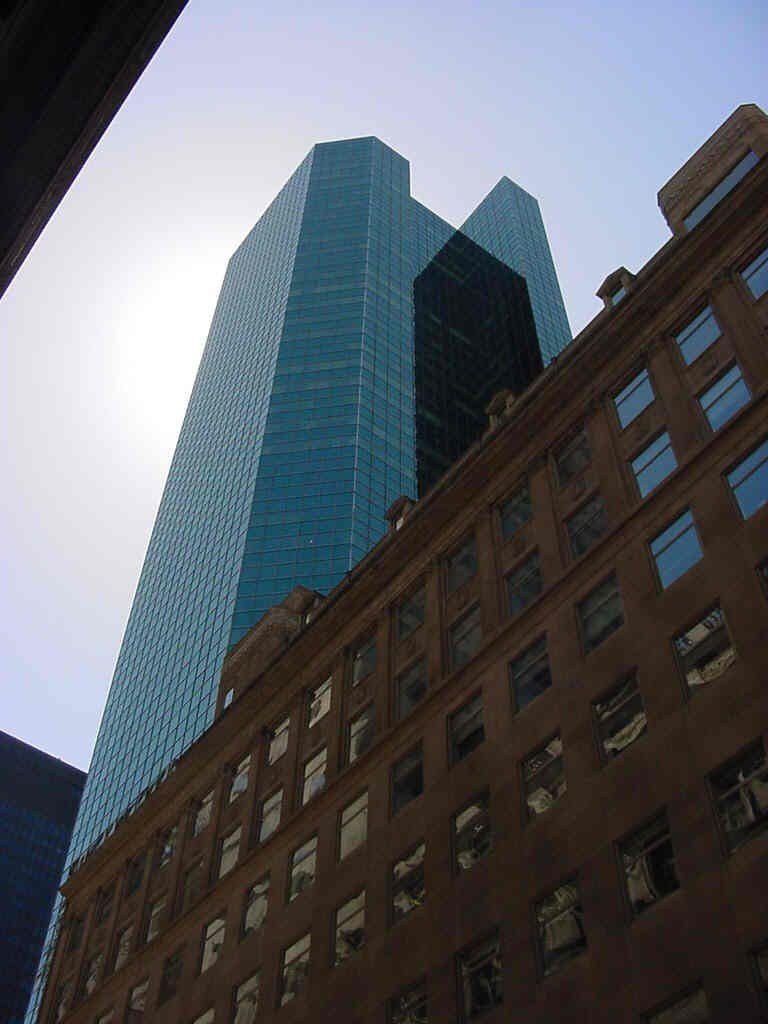
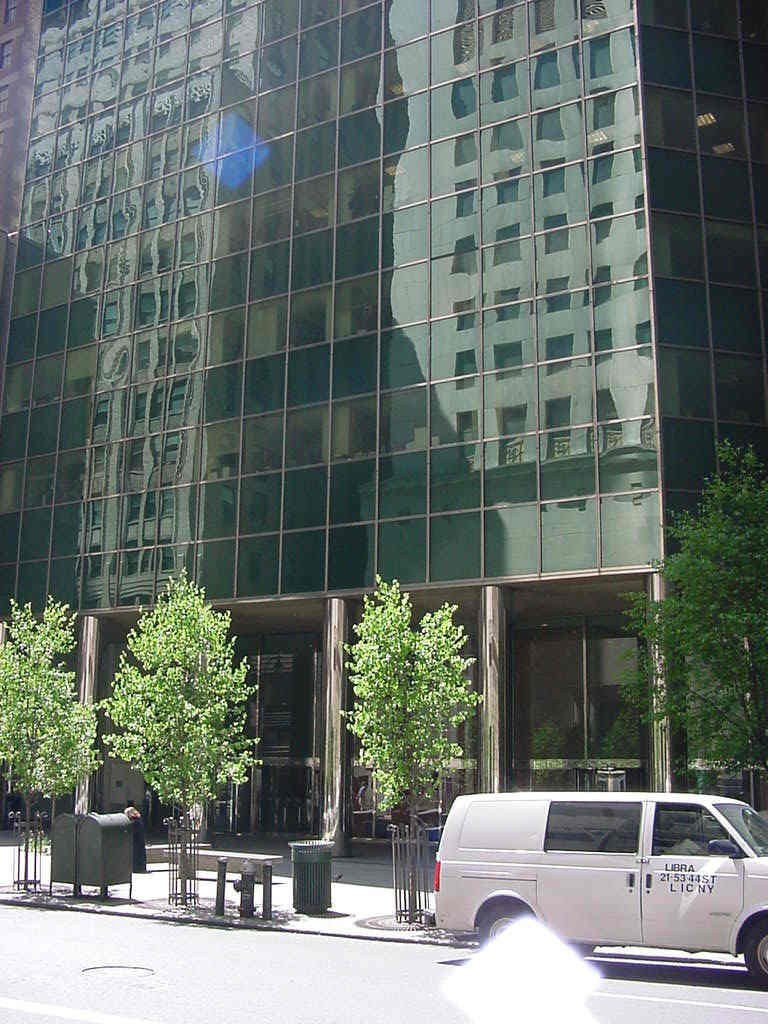
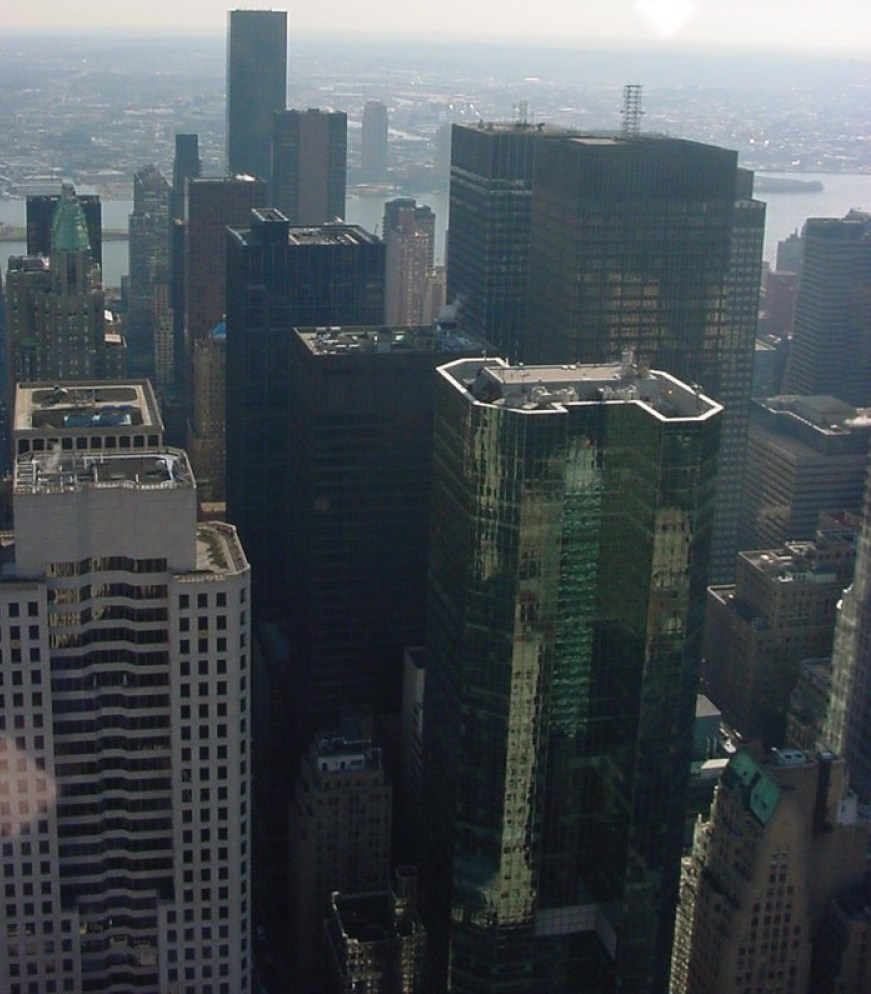
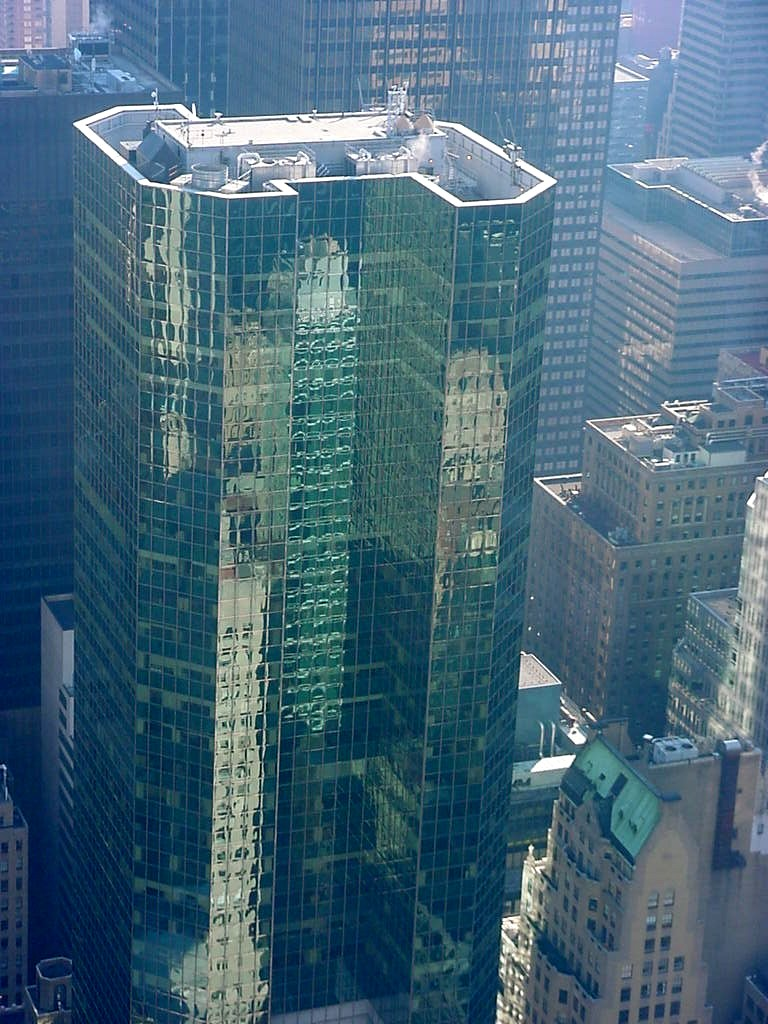